# Johnny Haynes
John Norman Haynes, znany także jako Johnny Haynes (ur. 17 października 1934, zm. 18 października 2005) – angielski piłkarz występujący na pozycji napastnika. Przez większą część kariery związany był z klubem, w którym się wychował Fulham F.C. Wpisał się w historię tego zespołu jako zawodnik z największą liczbą rozegranych spotkań w barwach klubu (658). Przez trzy lata był kapitanem reprezentacji Anglii, w której rozegrał 58 spotkań. Brazylijczyk Pelé powiedział kiedyś o Haynesie, że był „najlepszym rozgrywającym, jakiego kiedykolwiek widział”
. 17 października 2005 został poważnie ranny w wypadku samochodowym. Zmarł następnego dnia w wieku 71 lat.